# Leucocnemis nivalis
Leucocnemis nivalis là một loài bướm đêm trong họ Noctuidae.